# اتحادیه کارگری در ارمنستان
اتحادیه‌های کارگری در ارمنستان بر اساس قانون اساسی ارمنستان حق سازمان‌دهی دارند. کارگران ارمنی در بیشتر بخش‌ها حق تشکیل و پیوستن به اتحادیه‌های کارگری را دارند و حق اعتصاب نیز در قانون اساسی ارمنستان تضمین شده است.

## تاریخچه
در ارمنستان، نخستین اتحادیه‌های کارگری بین سال‌های ۱۹۰۵ تا ۱۹۰۷ در ایروان، الکساندراپول، قارص و آلاوردی شکل گرفتند. در سال ۱۹۰۵، اتحادیه کارگران خانگی در ایروان تأسیس شد. در سال ۱۹۰۶، اتحادیه‌های کارگران دباغی (ایروان)، کارگران راه‌آهن (الکساندراپول، قارص)، معدنچیان (آلاوردی)، تایپیست‌ها، نانوایان و کارکنان اداره پست (ایروان) تشکیل شدند. در ارمنستان، مفهوم اتحادیه‌های کارگری سازمان‌یافته از سال ۱۹۲۱ به صورت گسترده رواج یافت.
در ۶ فوریه ۱۹۲۱، در ایروان، اولین کنفرانس تشکیل شد و شورای اتحادیه‌های کارگری ارمنستان تأسیس گردید. در این جلسه، گ. آزاتیان به عنوان نخستین دبیر و گ. آنسوگلیان به عنوان دبیر انتخاب شدند. در تابستان ۱۹۲۱، دفاتر استانی اتحادیه‌های کارگری در الکساندراپول، بایازت، دیلیجان، قره‌کلیس و ایروان تشکیل شدند. در سال ۱۹۲۱، ۱۶٬۰۰۰ کارگر صنعتی و اداری به اتحادیه‌های کارگری پیوستند.
مرکز اصلی اتحادیه کارگری در ارمنستان، کنفدراسیون اتحادیه‌های کارگری ارمنستان (CTUA) است که بقایای بازسازی‌شده ساختار اتحادیه‌های کارگری شوروی سابق به‌شمار می‌آید. در کنگره هجدهم اتحادیه‌های کارگری ارمنستان (۱۹۹۲)، که با حضور ۳۳۵ نماینده و ۲۴ اتحادیه کارگری برگزار شد، اعلامیه تأسیس کنفدراسیون اتحادیه‌های کارگری ارمنستان به امضا رسید. رؤسای ۲۴ اتحادیه کارگری این اعلامیه را امضا کردند. این کنگره اصول اساسی تأسیس و رویه‌های فعالیت این کنفدراسیون را تصویب کرد.
در ۲۹ آوریل ۱۹۹۷، دومین کنگره کنفدراسیون اتحادیه‌های کارگری ارمنستان برگزار شد. در ۲۳ نوامبر ۲۰۱۲، سومین کنگره این کنفدراسیون تشکیل گردید. در این جلسه، ادوارد تومه‌سیان به عنوان رئیس کنفدراسیون انتخاب شد و بوریس خاراتیان و خاچیک آراکلیان به عنوان معاونین رئیس انتخاب شدند.

## مقررات قانونی
قانون اتحادیه‌های کارگری و قانون کار ارمنستان حقوق و وظایف اتحادیه‌های کارگری را تنظیم کرده و وضعیت قانونی و شیوه عملکرد آن‌ها را تقویت می‌کنند. این قانون مسائل مربوط به تشکیل اتحادیه‌های کارگری، فعالیت‌های آن‌ها، روابط با نهادهای عمومی و خصوصی و حفاظت از حقوق اعضا را پوشش می‌دهد. قانون کار نیز روابط بین کارفرمایان و نمایندگان اتحادیه‌های کارگری را تنظیم می‌کند.
اتحادیه‌هایی که در بنگاه‌های دولتی فعالیت می‌کنند همچنان از مزایای کسر مستقیم حق عضویت بهره‌مند هستند، اما سازمان‌دهی و اعتصاب در بخش خصوصی به دلیل کمبود حمایت در برابر تلافی‌جویی‌ها محدودتر است.

## تحولات اخیر
از زمان انقلاب مخملی ۲۰۱۸، چندین اتحادیه کارگری جدید تشکیل شده‌اند و مقامات دولتی و اتحادیه‌ها اعلام کرده‌اند که باید اتحادیه‌های کارگری تقویت شوند. در حال حاضر فرصت مناسبی برای پیشبرد حقوق کار در ارمنستان وجود دارد. آژانس‌های دولتی در حال ایجاد ابتکاراتی در زمینه حقوق اجتماعی و کار هستند و دولت بر اراده سیاسی خود برای اجرای اصلاحات کار تأکید کرده است. در ژوئیه ۲۰۲۱، قانونی برای بازگرداندن اقتدار بازرسی کار تصویب شد.
در ۱۱ ژوئن ۲۰۲۱، رویدادی در ایروان برگزار شد که به‌طور رسمی چندین پروژه حمایت‌شده توسط اتحادیه اروپا در زمینه تقویت حفاظت از حقوق کار در ارمنستان را آغاز کرد. این پروژه‌ها هدفشان تقویت ظرفیت اداره‌های دولتی و سازمان‌های جامعه مدنی برای گسترش و تقویت حفاظت از حقوق کار و ایجاد ظرفیت استراتژیک نهادی در دولت برای اصلاحات اجتماعی و کار است. این پروژه همچنین با هدف تقویت مکانیسم‌های فردی، جمعی و دولتی حفاظت از حقوق کار و اجتماعی و کاربرد آن‌ها در ارمنستان از طریق توانمندسازی کارکنان و اتحادیه‌های کارگری و حمایت از اصلاح چارچوب‌های قانونی انجام می‌شود.